# Eutane trimochla
Eutane trimochla är en fjärilsart som beskrevs av Turner 1940. Eutane trimochla ingår i släktet Eutane och familjen björnspinnare. Inga underarter finns listade i Catalogue of Life.